# Опатув (гмина, Опатувский повет)
Опатув (пол. Opatów) — городско-сельская гмина (волость) в Польше, входит как административная единица в Опатувский повет, Свентокшиское воеводство. Население — 12 711 человек (на 2004 год).

## Демография
| Перепись                       | Всего   | Всего | Женщины | Женщины | Мужчины | Мужчины |
| ------------------------------ | ------- | ----- | ------- | ------- | ------- | ------- |
| Единицы                        | человек | %     | человек | %       | человек | %       |
| Население                      | 12 711  | 100   | 6703    | 52,7    | 6008    | 47,3    |
| Плотность населения (чел./км²) | 112,1   | 112,1 | 59,1    | 59,1    | 53      | 53      |

## Соседние гмины

Гмина Опатув (Опатувский повет)

1. Гмина Бадковице
2. Гмина Чмелюв
3. Гмина Иваниска
4. Гмина Липник
5. Гмина Садове
6. Гмина Войцеховице